# إفريقيا في القرن الرابع عشر والخامس عشر
في القرنين الرابع عشر والخامس عشر، كانت الحضارات والممالك الرئيسية في أفريقيا هي إمبراطورية مالي ، مملكة كونغو ، مملكة بنين ، دول مدينة الهوسا ، زيمبابوي العظمى ، الإمبراطورية الإثيوبية ، سلطنة كيلوا وسلطنة أجوران . ازدهرت هذه الممالك في القرن الرابع عشر، وخاصة إمبراطورية مالي، التي شهدت ازدهارًا ثقافيًا داخل إمبراطوريتها تركزت على جامعة تمبكتو .

## التجارة عبر الصحراء
عُرف القرن الثاني عشر حتى القرن السادس عشر باسم «العصر الذهبي» للتجارة، عندما كان هناك طلب كبير على الذهب في غرب إفريقيا.  وأدى ذلك إلى زيادة الحاجة والاستخدام في طرق التجارة. قبل وأثناء وبعد القرن الرابع عشر، تم استخدام طرق التجارة عبر الصحراء للتجارة والسفر والمنح الدراسية.
الكثير مما يعرفه العلماء عن طرق التجارة عبر الصحراء يأتي من الكتابات التاريخية للعلماء المسلمين مثل ابن بطوطة وليو أفريكانوس الذين عبروا الصحراء الكبرى في القرنين الرابع عشر والخامس عشر.  توفر هذه الروايات الأدبية مع البيانات الأثرية نظرة ثاقبة على تجارة القرن الرابع عشر. 

### جغرافيا

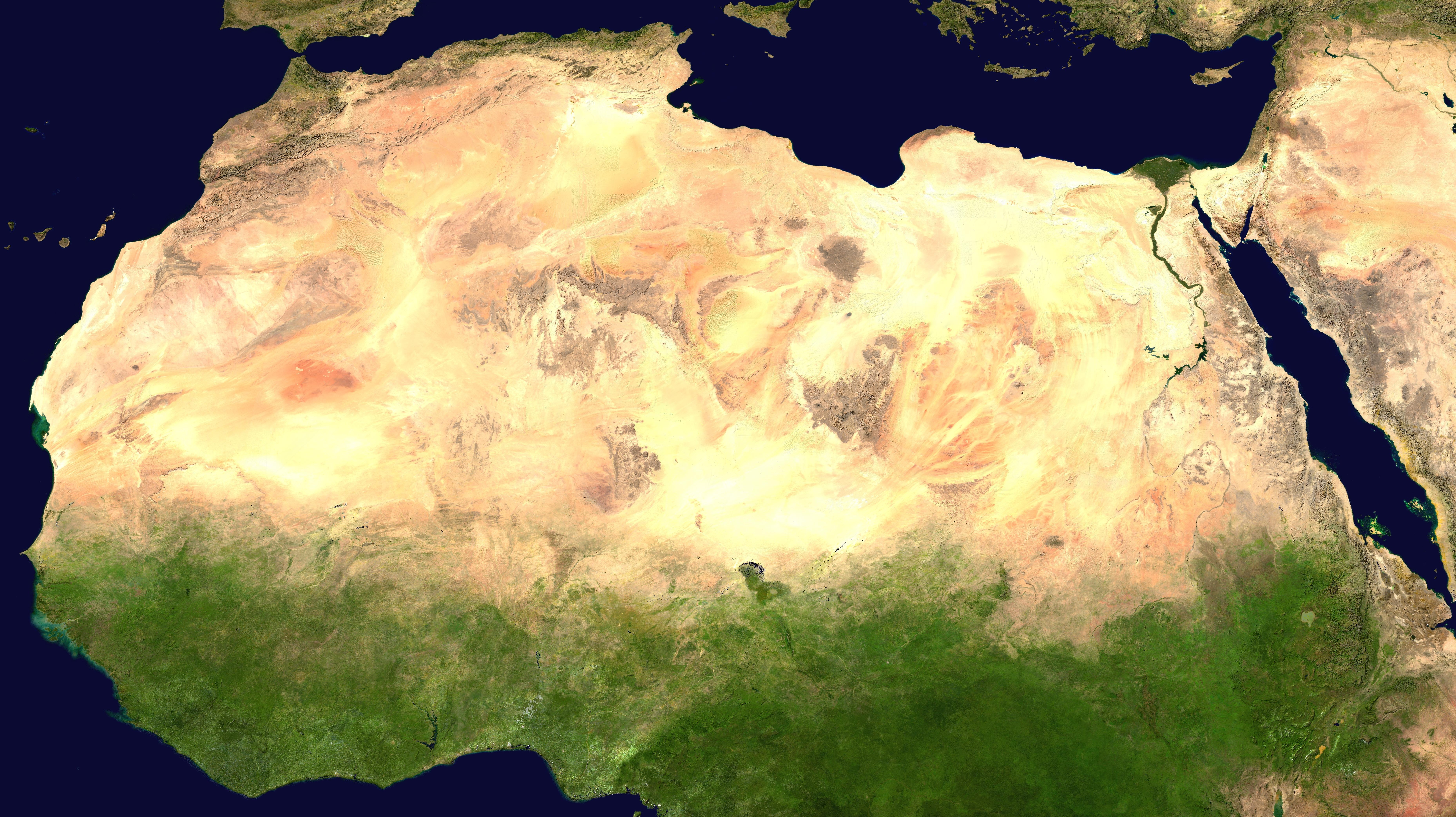
صورة من القمر الصناعي لشمال إفريقيا تظهر الصحراء الكبرى.

طوال القرن الرابع عشر، تمحور جزء كبير من التجارة الأفريقية حول طرق التجارة عبر الصحراء.  جغرافيا، تمتد الصحراء الكبرى على مساحة تزيد عن 3.6 مليون ميل مربع وهي ثاني أكبر صحراء على كوكب الأرض بعد القارة القطبية الجنوبية.  في حين كان يُنظر إلى الصحراء الكبرى غالبًا على أنها حاجز بين البلدان الأفريقية، إلا أنها ربطتها في الواقع بدلاً من فصلها عنها. 

#### الامبراطوريات
في حين أن التجارة على طول طريق التجارة عبر الصحراء كانت شائعة في القرن الرابع عشر، فقد كانت تعتمد بشكل كبير على الإمبراطوريات الأفريقية القوية، مثل إمبراطورية مالي ، مملكة كونغو ، مملكة بنين ، دول مدينة الهوسا ، زيمبابوي العظمى ، الإمبراطورية الإثيوبية ، سلوى كيلوا وسلطنة عجران . 

### تأثير المسلمين

#### ابن بطوطة
في 1352-1353 ، شرع ابن بطوطة في رحلة من المغرب إلى إمبراطورية مالي.  خلال رحلاته، وصف العديد من جوانب طرق التجارة عبر الصحراء التي واجهها في رحلته إلى مالي. مر عبر المغرب والمدن المحيطة بها، ومعظم النيجر بيند . خلال رحلاته، روى ابن بطوطة كل ما رآه.  مرت الطرق التجارية من سيجيلماسا إلى والاتا عبر مناجم الملح في تغازا. كانت مدينة تاكيدا في النيجر بيند مركزًا لتعدين النحاس وتجارة السلع المصرية، مثل القماش. كانت الطرق من المغرب إلى مصر مراكز توزيع كبيرة للذهب.

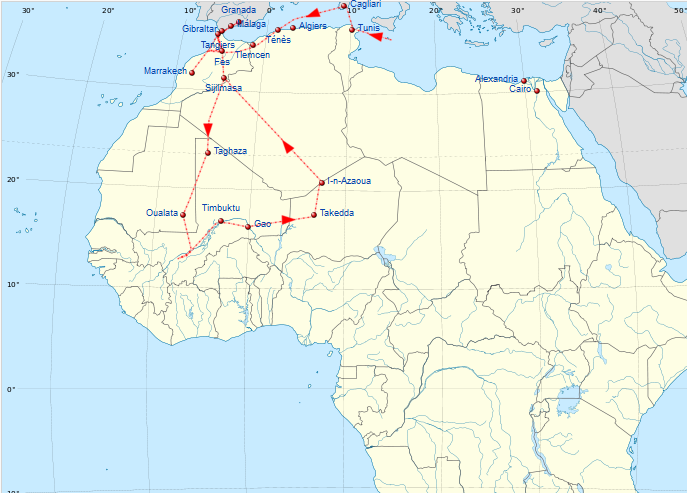
خريطة طريق ابن بطوطة إلى غرب أفريقيا

كما وصف ابن بطوطة في مذكراته مخاطر طرق التجارة. استغرق التجار شهورًا لعبور الصحراء الكبرى، وواجهوا تحديات تتراوح من الكوارث الطبيعية إلى القوافل المفقودة.  المسافرون الذين غامروا بعيدًا جدًا عن قوافلهم وضاعوا غالبًا ماتوا .  إذا مات الكشافة أو ابتعدوا عن مجموعاتهم، فستضيع القوافل في الصحراء . والأسوأ من ذلك، أن الكوارث الطبيعية، مثل العواصف الرملية أو درجات الحرارة المتقلبة، تجبر التجار غالبًا على التخلي عن البضائع لإنقاذ حياتهم، ولكنها تتسبب في فقدانهم كل شيء. و في مذكراته، وصف ابن بطوطة الصحراء بأنها «صحراء تطاردها الشياطين».

#### مانسا موسى
بحلول نهاية القرن العاشر، انتشر الإسلام في العديد من إمبراطوريات شمال وغرب إفريقيا.  بحلول القرن الرابع عشر، كانت للإمبراطوريات مثل غانا ومالي علاقات قوية مع العالم الإسلامي، وكان العديد من أبرز قادتها يمارسون العقيدة الإسلامية. سافر حاكم مالي الأكثر شهرة، مانسا موسى، عبر طرق التجارة عبر الصحراء في رحلة الحج إلى مكة في عام 1325.  لأن الإسلام أصبح بارزًا جدًا في شمال وغرب إفريقيا، كانت العديد من طرق التجارة وشبكات القوافل تسيطر عليها الدول الإسلامية. في القرن الرابع عشر، تم ترسيخ طرق التجارة والسفر البارزة.

### السلع التجارية
خلال القرن الرابع عشر، وبعد ذلك في القرن الخامس عشر، كانت السلع التجارية الأساسية على طول طرق التجارة عبر الصحراء هي الذهب والملح والمعادن الثمينة، مثل النحاس والحديد والعاج والتوابل والمواد، مثل الجلود والقماش والجلود وكذلك العبيد.  

#### طرق التجارة

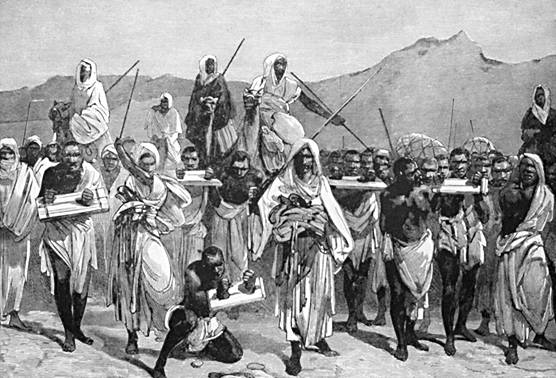
نقش من القرن التاسع عشر يصور قافلة عربية لتجارة الرقيق

تأثرت التجارة بين الصحراء الكبرى بدرجة كبيرة بالإمبراطوريات الغربية البارزة والسكان المحليين الذين يعيشون على طول طرق التجارة.  في القرون من العاشر وحتى الخامس عشر، أثرت الإمبراطوريات الرئيسية في غانا ومالي وسونغهاي على العديد من الممارسات التجارية.  ستمد هذه الإمبراطوريات القوية يدها على التجارة الأفريقية من خلال توجيه طرق التجارة عبر المدن الكبرى وفرض الضرائب على التجار المسافرين وسلعهم. من خلال قوة الإمبراطوريات، تم تأمين العديد من طرق التجارة وأصبحت المهنة التجارية مزدهرة. عند السفر، يمكن للمتداولين السفر بشكل فردي أو في مجموعات، أو يمكنهم ربط أنفسهم بقافلة سنوية.
 على طول الطرق التجارية، أنشأت القبائل المحلية أو السكنية مراكز راحة للتجار المسافرين وحافظت عليها. غالبًا ما استخدم الكشافة هذه المراكز التجارية لتوجيه القوافل على طول طرق التجارة الصحيحة.

## انتشار الإسلام
منذ نشأة الدين، كان للإسلام تأثير واضح في الثقافة حيث يسكن أتباعه. نظرًا لأن الدين يؤثر على الجوانب الرئيسية لأسلوب حياة أتباعه، فإن هذا الدين الذي يركز على التحول سيؤثر على القيم العائلية والسلوك الاجتماعي وحتى الممارسات القضائية للمجتمعات المحيطة.  مع امتلاك المسلمين المزيد من الأراضي، انتشرت ممارسات الإسلام أينما ذهبوا. نشر الإسلام نفوذه في المقام الأول إلى الساحل الشمالي والشرقي لأفريقيا.

### شمال أفريقيا
بعد أن أطاحت الدولة الموحدية بالمرابطين في إسبانيا وشمال ، بحلول القرن الثالث عشر، انهارت حكومتها من الداخل وانقسمت إلى 3 ولايات مختلفة، تتكون من كل من مجموعات المرابطين والموحدين. ثم في عام 1415 ، أجبر Reconquista الإسباني معظم المسلمين على الهروب من إسبانيا خشيت القتل والإنتقام (محاكم التفتيش) إلى شمال إفريقيا.  خلال هذا الانتقال من الإمبراطورية الموحّدة إلى عصر الدولة الثلاث الإسلامية، زادت التجارة بين أوروبا وشمال إفريقيا من ثروة المنطقة المسلمة في المقام الأول، وكذلك قدرتها على الحفاظ على السلطة في الصحراء. أدت سيطرتهم على طرق تجارة الذهب إلى صعود إمبراطورية مالي العظيمة.

## إمبراطورية مالي
كانت إمبراطورية مالي واحدة من الإمبراطوريات العظمى في غرب إفريقيا ، ووصلت ذروتها في القرن الرابع عشر. تأسست مالي على يد الأسطورة سوندياتا كيتا في حوالي عام 1230 بعد هزيمتها لسوسو في معركة كرينا. كانت عاصمتها نياني في غينيا الحديثة. بعد وفاة سوندياتا في عام 1255 ، ظلت الملكية في عائلة كيتا حتى عام 1285.  في عام 1285 ، بعد سلسلة من الملوك الضعفاء، تولى العرش المحرّر المسمى ساكورا العرش. كان ساكورا حاكماً فعالاً، لكنه مات أثناء عودته من الحج إلى مكة . 

### مالي القرن الرابع عشر
تم الإعلان عن دخول إمبراطورية مالي في القرن الرابع عشر بعودة العرش إلى خط عائلة كيتا مع عهد مانسا (الملك) تشو. كان خلف مانسا تشو ابنه مانسا محمد. 

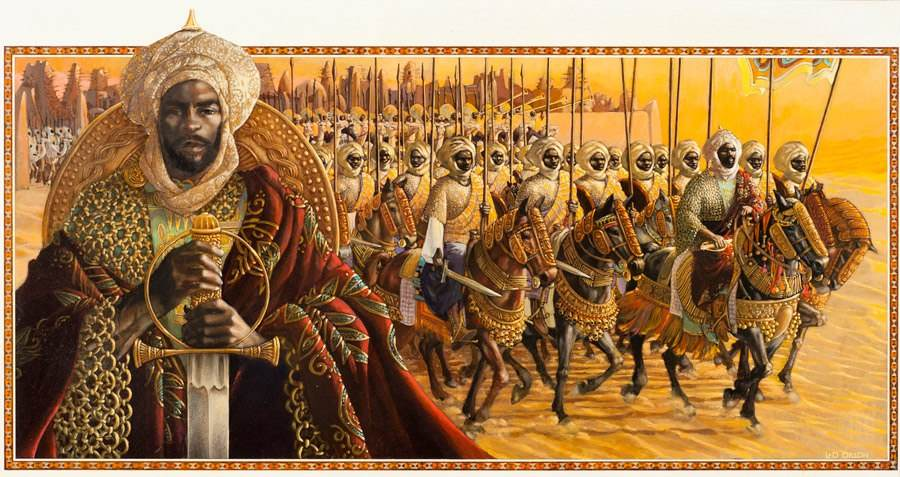
تصوير فنان لمانسة موسى

#### مانسا موسى

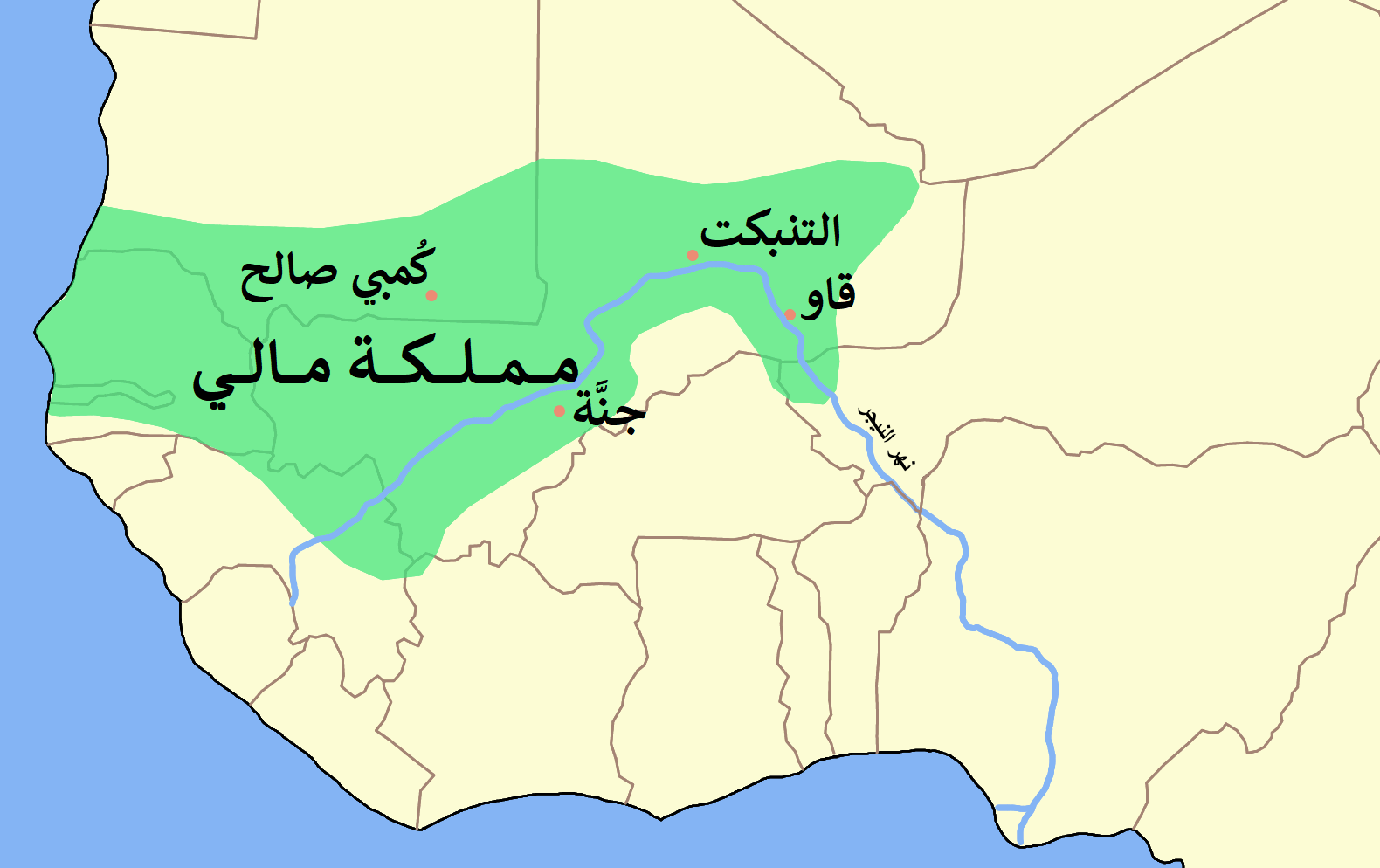
خريطة إمبراطورية مالي تحت مانسا موسى

في عام 1312 تولى السلطة أشهر ملك في مالي مانسا موسى . يمثل عهد مانسا موسى العصر الذهبي لإمبراطورية مالي، حيث انتشرت أراضيها وشهرتها على نطاق واسع. في عهد مانسا موسى، وصلت الإمبراطورية إلى المحيط الأطلسي في الغرب وتجاوزت مدينتي تمبكتو وغاو في الشرق، بما في ذلك مملكة غانا السابقة بأكملها، وكانت موطنًا لما يقدر بنحو خمسة إلى عشرة ملايين شخص . 

##### الحج إلى مكة
وجاءت شهرة مانسا موسى العالمية نتيجة الحج عام 1324. انطلق بحاشية واسعة عبر الصحراء الكبرى باتجاه مكة . في القاهرة ، رفض في البداية زيارة السلطان ، حيث كان التقليد في ذلك الوقت هو أن الزائر ينحني أمامه، ويعتقد موسى أنه أعلى رتبة وقوة. في النهاية، قام بتسوية وانحنى أمام الله في حضرة السلطان. بعد اللقاء كرم السلطان مانسا موسى بدعوته للجلوس بجانبه على قدم المساواة، وتحدثا لبعض الوقت. 

وبحسب الكاتب الإسلامي العمري، فإن مانسا موسى أحضر معه ما لا يقل عن 100 جمال  محملة ب 300 جنيه ذهبى لكل منها،  بالإضافة إلى 60.000 شخص يرتدون الحرير ، و 12000 خادم، و 500 عامل ذهبى. عبيد أمامه. 
 «دعني أضيف أن الذهب في مصر تمتع بسعر صرف مرتفع حتى لحظة وصول [مانسا موسى]. لم تقل الميدالية الذهبية في ذلك العام عن خمسة وعشرين دراهما. ولكن منذ ذلك اليوم فصاعداً، تضاءلت قيمته ؛ تم تدمير التبادل، وحتى الآن لم يتعاف. بالكاد يمس الميتقال اثنتين وعشرين دراهما. هذه هي الحال منذ اثني عشر عاما منذ ذلك الوقت، بسبب الكميات الهائلة من الذهب التي جلبوها إلى مصر وقضوا هناك». - العمري  

##### تراث مانسا موسى

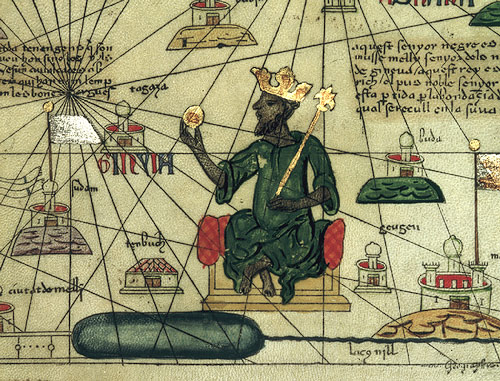
تصوير مانسا موسى ، حاكم إمبراطورية مالي في القرن الرابع عشر ، من 1375 الأطلس الكاتالوني للعالم المعروف (مابا موندي) ، رسم أبراهام كريسكيوس من مايوركا. يظهر موسى وهو يحمل الكتلة الذهبية ويرتدي تاجًا على الطراز الأوروبي.

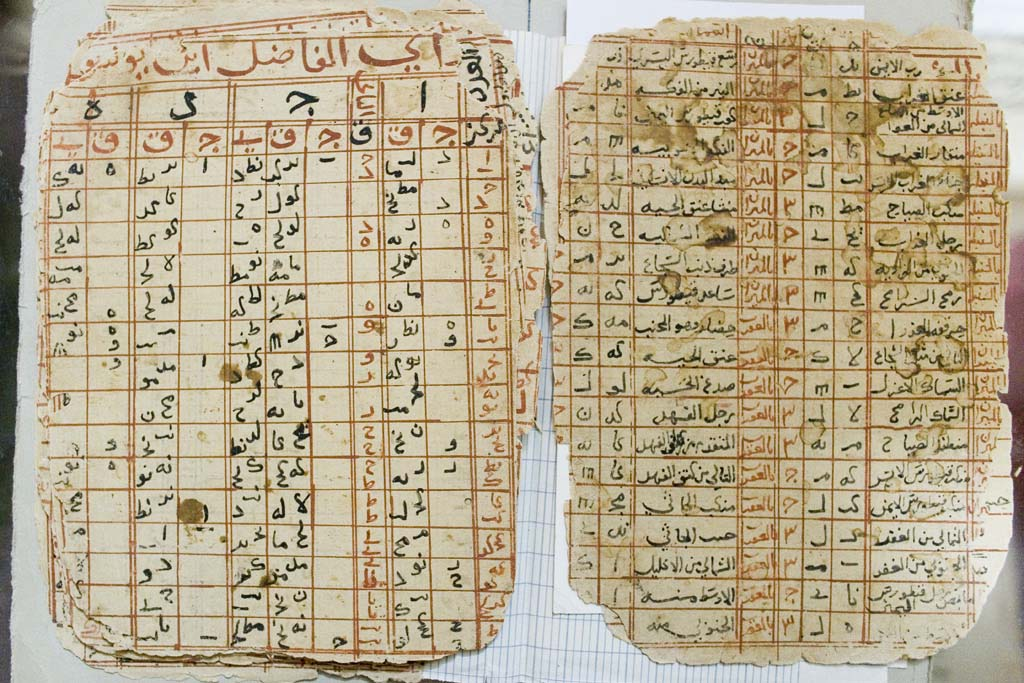
مخطوطة قديمة من تمبكتو

في رحلة عودته إلى مالي، أحضر مانسا موسى معه العديد من العلماء والحرفيين والمهندسين المعماريين ورجال التعلم الآخرين. قاموا ببناء العديد من الهياكل الرائعة، بما في ذلك مسجد غاو، والمباني في تمبكتو.  كما أقام علاقة دبلوماسية مع سلطان المغرب ، حيث قام الملكان بإرسال سفراء إلى محكمة الآخر.  كان مانسا موسى متفانيًا مدى الحياة في التعليم وأرسل العديد من الشباب إلى التعليم في جامعة فاس بالمغرب الذين عادوا في نهاية المطاف وبدأوا في إنشاء مدارس وجامعات قرآنية في العديد من المدن المالية، وهي تمبكتو.  انتشرت قصة ثروة مانسا من مالي في جميع أنحاء العالم، مما جعل الإمبراطورية المالية واحدة من أشهر الإمبراطوريات الإفريقية في عصرها - حتى أنها ظهرت على الخرائط الأوروبية القديمة. يُزعم أن مانسا موسى كان أغنى شخص عاش على الإطلاق، مع صافي قيمة تقديرية معدلة للتضخم بقيمة 400 مليار دولار (اعتبارًا من عام 2012).  بشر عهد مانسا موسى في زمن من السلام والازدهار في مالي استمر حتى عهد خليفته في نهاية المطاف، مانسا سليمان .

#### مانسا مغان
كان مانسا ماغان ابن مانسا موسى، ولم يكن قائدا ماهرا. حكم مانسا من مالي ابتداء من عام 1337 لكنه اسمر في السلطة لمدة أربع سنوات فقط قبل أن يصبح عمه وشقيق مانسا موسى سليمان كيتا إمبراطورًا في عام 1341. كان هناك بعض التساؤلات حول ما إذا كان سليمان له يد في ترسب ميغان، ونشأ بعض الصراع الداخلي من التغيير في القيادة. 

#### مانسا سليمان كيتا
خلف مانسا سليمان كيتا مانسا ماغان، وكان حاكمًا بارعًا،  الرغم من أن عهده لم يكن مسالمًا مثل مانسا موسى، وفقدت بعض الأراضي شرق تمبكتو وغاو لشعب سونغهاي.  على الرغم من الاضطرابات المتزايدة في المنطقة، لا تزال مالي تتمتع بمستوى كبير من الاستقرار السياسي والأمن كما لاحظ المستكشف والكاتب الإسلامي الشهير ابن بطوطة ، الذي زار مالي عام 1352. 
 «الزنوج يمتلكون بعض الصفات الرائعة. ونادرا ما يظلمون ولديهم بغيض أعظم من أي شعب آخر. سلطانهم [المنسا] لا يرحم أحدا مذنبا أو أقل فعل منه. هناك أمن كامل في بلادهم. فلا يوجد مسافر ولا ساكن يخشى شيئا من اللصوص أو رجال العنف». - ابن بطوطة  
 شهد موت مانسا سليمان بداية فترة التراجع في إمبراطورية مالي. تميز الوقت الذي أدى إلى القرن الخامس عشر بحكام ضعفاء وعقود قصيرة وخلافات حول الخلافة. 

### مالي القرن الخامس عشر

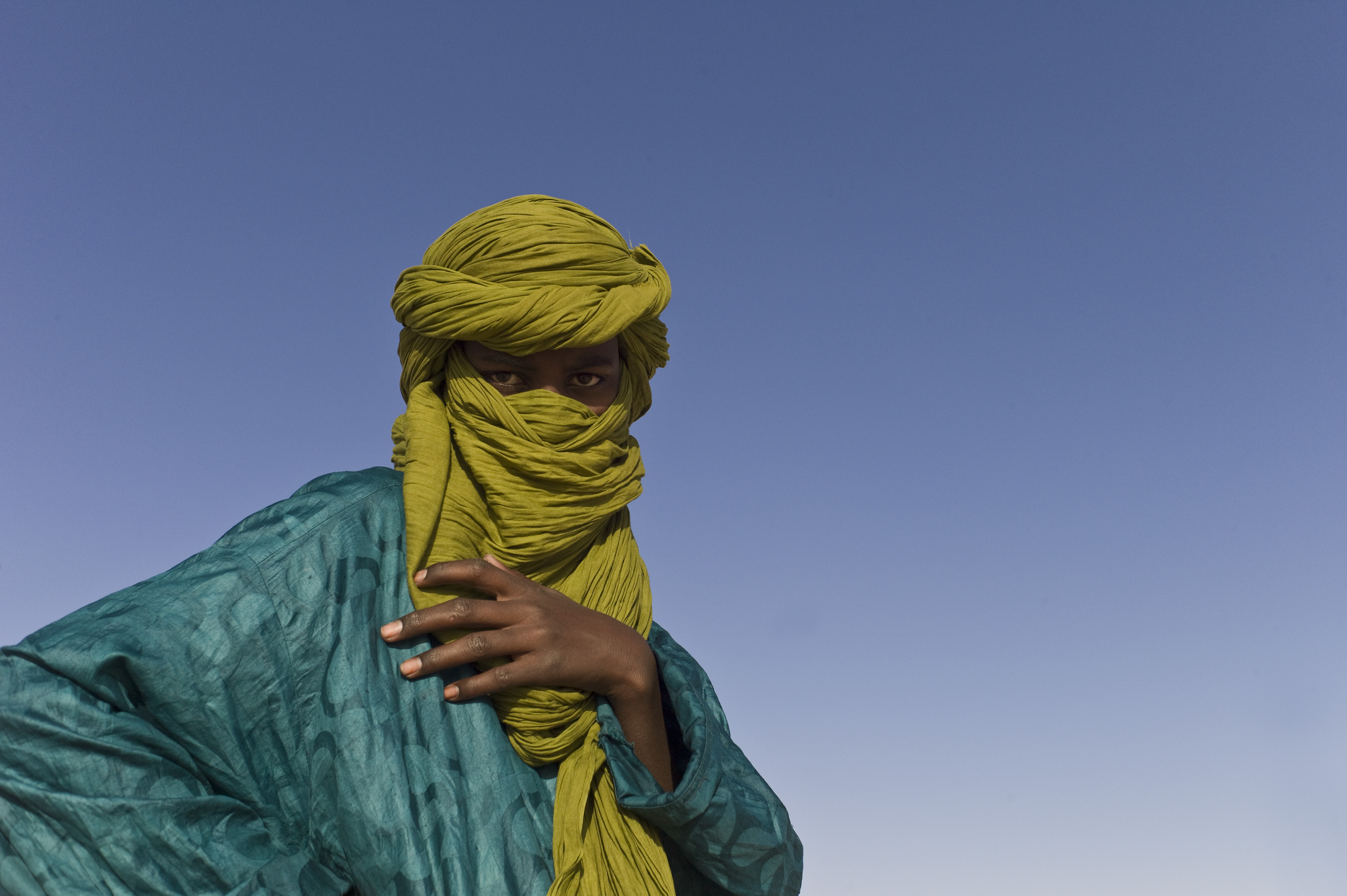
رجل من الطوارق بالقرب من تمبكتو في مالي الحديثة

على الرغم من أن إمبراطورية مالي كانت الآن في أيدي الملوك الضعفاء، إلا أنها استمرت في الوجود حتى القرن الخامس عشر. كانت تمبكتو نقطة مهمة في كل من التجارة والتعلم في إمبريال مالي، لذا كانت خسارتها أمام الطوارق البربر في عام 1433 ضربة قوية للدولة الضعيفة. بالإضافة إلى تمرد الطوارق، ثار شعب موسي وبدأوا في مداهمة المدن في عمق مالي.  في نهاية المطاف، انقطعت مدينة جاو في الشرق عن مالي، كما فعلت مدن الولوف على طول الساحل في الغرب. خلال القرن الخامس عشر، تقلصت مالي تدريجياً في الحجم حيث تخلت العديد من أراضيها عن الإمبراطورية، على الرغم من أنها استمرت في الوجود ككيان مستقل حتى القرن السادس عشر. ومع ذلك، في عام 1546 ، أقالت مملكة سونغهاي عاصمة مالي، نياني، منهيةً حكم مالي كإمبراطورية مستقلة. 

## سلالة مارينيد من القرن الرابع عشر والخامس عشر

### الأصول

علم الإمبراطورية المرينية

و المرينية كانت تتألف من قبائل البربر من السباق من ( زناتة، خلافا ل الهلالية العرب، وكانت تحت حكم الموحدين . لكن في وقت مبكر من القرن الثاني عشر، انقلبوا ضد الموحدين الضعيف لبناء سلالة استمرت ما يقرب من قرنين.  مع هزيمة آخر الموحدين والاستيلاء على مراكش عام 1269 ، أصبح المرينيون، بقيادة أبي يوسف يعقوب، سادة المغرب. 

### الحرب المقدسة في شبه الجزيرة الأيبيرية وشمال إفريقيا

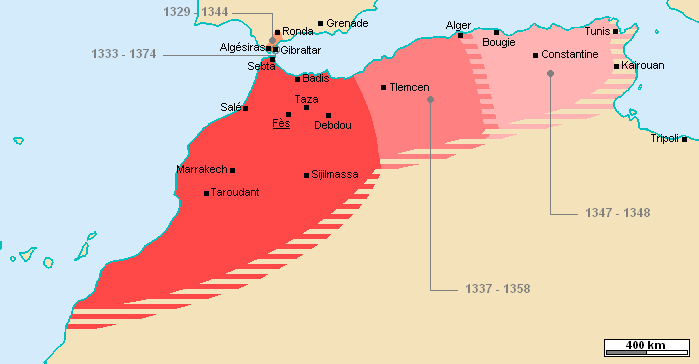
الإمبراطورية المرينية في أقصى حد لها، حوالي 1348.

خلال القرن الرابع عشر، وسع المرينيين سيطرتهم في شمال إفريقيا وخاضوا حروبًا مقدسة مع المسيحيين في شبه الجزيرة الأيبيرية . نظر المرينيون إلى الجهاد كواجب للسيادة الإسلامية وتقوية الأسرة الحاكمة. في عهد أبو سعيد عثمان الثاني ، بسط المرينيين سلطتهم على المغرب الأوسط. كما عبروا إلى الأندلس استجابة لطلب من حاكم غرناطة. خلف أبو سعيد ابنه أبو الحسن علي بن عثمان، الذي استولى على تلمسان عام 1332.  في عام 1333 ، عبر عبد الملك مضيق جبل طارق وهزم القشتاليين الذين احتلوا المنطقة منذ عام 1309.  عندما توفي عبد الملك قاد والده، أبو الحسن ، غزوًا آخر في عام 1340 إلى شبه الجزيرة الأيبيرية لكنه هزم من قبل تحالف قوى من قشتالة والبرتغال على نهر سالادو. في حين ساعدت الحرب على توحيد سلالة الناصرة المسلمة في غرناطة وأبطأت تقدم المسيحيين نحو مضيق جبل طارق ، لم يتم أخذ أي أرض من المسيحيين. أدت هذه الهزيمة إلى تغيير كبير في ميزان القوى لصالح المسيحيين الذين أجبروا المرينيين على التراجع إلى المغرب والتخلي عن هدفهم في السيطرة على شبه الجزيرة الإيبيرية.

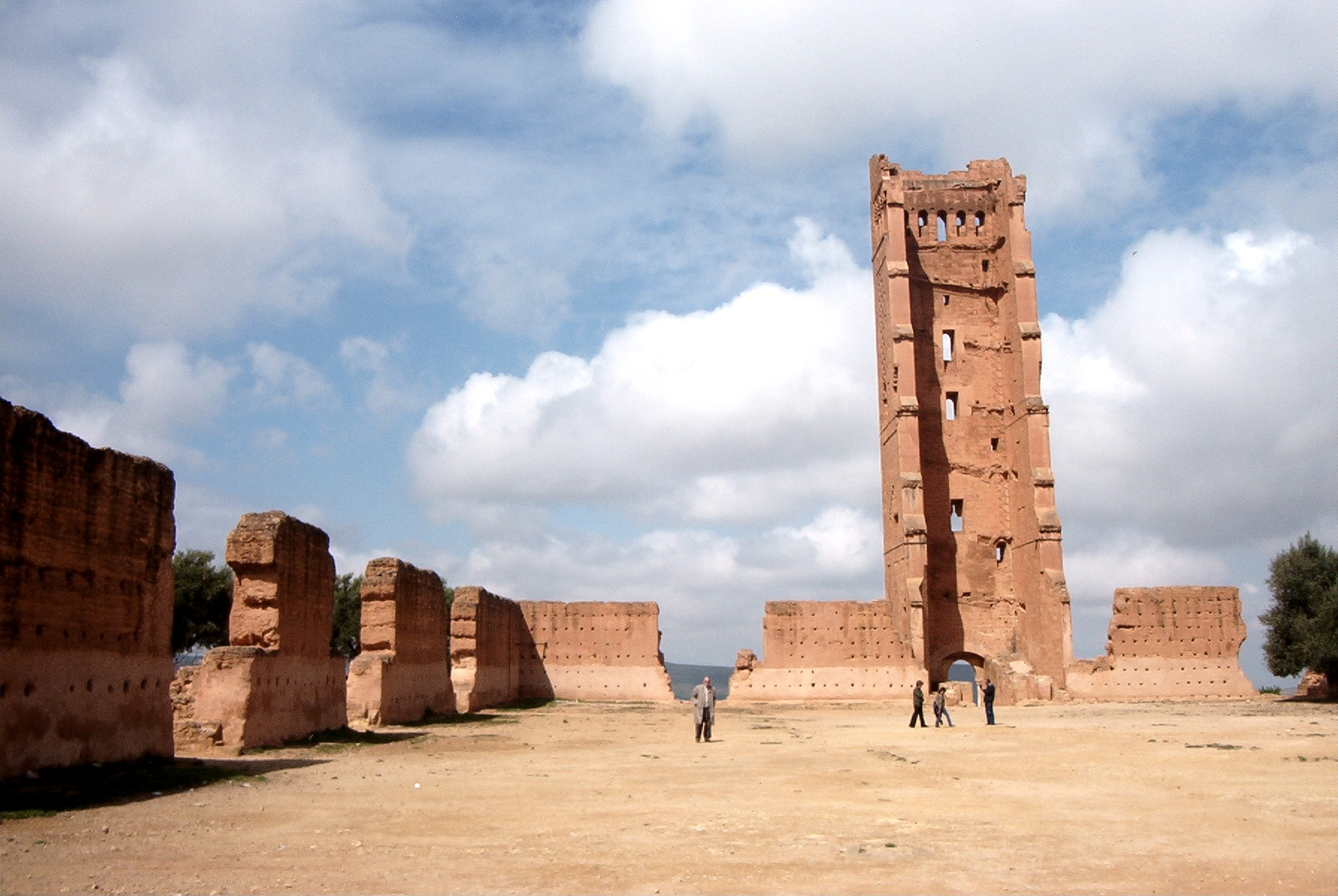
بقايا مدينة المنصورة التي بناها المرينيون خلال حصارهم لتلمسان.

بالإضافة إلى الغزوات في شبه الجزيرة الأيبيرية، أراد المرينيون السيطرة على وسط المغرب العربي وإفريقيا. كانت هجماتهم الأولى ضد عبد الواليس من تلمسان ، الجيران المرينيون المباشرون إلى الشرق، الذين غزوا عدة مرات.  في عام 1337 ، حاول أبو الحسن علي، أحد السلاطين المرينيين، استعادة إمبراطورية المناد . واستولت على العاصمة تونس من تلمسان (تلمسان)، ولكن لم يتمكن من هزيمة الحفصي .  ولكن في عام 1347 ، استولى أبو الحسن علي بن عثمان أيضًا على تونس والأمير الحفصي . كما استولى لاحقا على برقة وطرابلس . خلال هذا الوقت وحد المرينيون كل المغرب في ظل حكومة واحدة. كان هذا التوسع مؤقتًا لأنه في العام التالي هزم جيش أبو الحسن علي بن عثمان في القيروان من قبل تحالف القبائل العربية. في نهاية المطاف، انفصل المغرب القريب والمغرب الأوسط عن الدولة المرينية عندما صعد الحكام الضعفاء إلى السلطة مما دفعها إلى العودة إلى حدودها الأصلية.  استنزفت هذه الحملات العسكرية موارد السلالة المرينية وأدت إلى حالة من الفوضى.

### تراجع المارينز

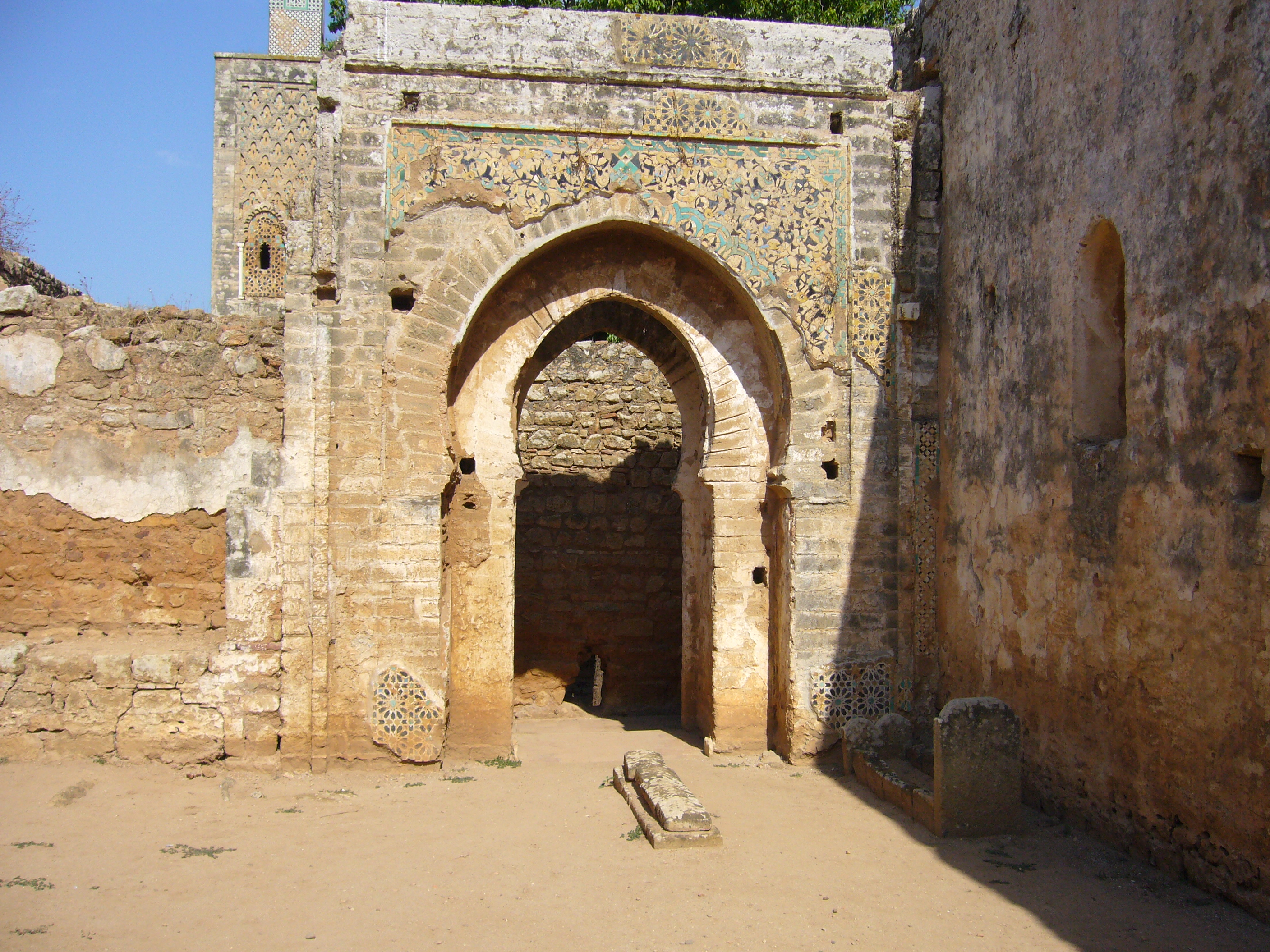
مقابر مارينيد في مقبرة شالة

هزت الهزيمة في القيروان قوة المرينيين ، الذين انزلقوا إلى فترة تراجع. في المغرب العربي، لا يستطيع المرينيون السيطرة على جميع السكان. فالقبائل العربية تزداد قلقاً، وتنخفض عائدات الضرائب ويفقد السلاطين سلطتهم لصالح الوزراء العرب، الذين يمثلون طبقة حقيقية من كبار المسؤولين الذين يسيطرون على المملكة ويعلنون أنفسهم سلاطين. يخضع القادة لوصاية وثيقة خلال هذه الفترة من الاضطرابات وأقل قدر من الاختلاف سيؤدي إلى الإطاحة بالسلطان أو اغتياله. تم اغتيال كل من أبو سليم (1359-1361) وأبو زيان (1361-1366) خلال هذه الفترة من الفوضى.  أدت حالة الفوضى التي كانت موجودة خلال أواخر القرن الرابع عشر إلى انهيار الوحدة في الإمبراطورية، وعارض العديد من المتنافسين الوزير الذي قسم البلاد.  على الرغم من أن السلالة في حالة من الانحدار خلال هذا الوقت ، إلا أنها كانت قوية بما يكفي في عام 1389 لنزع فتيل عبد الوداد والسيطرة على العلاقات الخارجية لسلاطين تلمسان.
جاءت الضربة الأخيرة لمشاة البحرية من المسيحيين الإسبان الذين غزوا البربر عام 1401 ودمروا مدينة تطوان. بعد بضع سنوات في عام 1415 ، استولى البرتغاليون على مدينة سبتة. شهد المرينيون ، الذين لم يتمكنوا من صد هذه الغزوات ، سيطرتهم على السكان إلى حد كبير.  لم تتمكن الأسرة من مقاومة الاضطرابات وثورات القصور التي تزداد سوءًا. في عام 1420 ، اغتيل السلطان أبو سعيد. نجا خلفاؤه بتوجيه من الواطسيين ، من سلالة البربر التي حكمت بعد سقوط المرينيين. في عام 1465 ، مع اغتيال السلطان عبد الحق ، اختفى المارينز بشكل دائم كقوة حاكمة. انهارت سلالة الوطاسيين في عام 1548 عندما استولى شريف سعيد على فاس. 

### سلاطين مارينيد من القرن الرابع عشر والخامس عشر من فاس والمغرب
- أبو يعقوب يوسف (1286-1306)
- أبو ثابت أمير (1307-1308)
- أبو الربيع سليمان (1308-1310)
- أبو سعيد عثمان الثاني (1310-1331)
- أبو الحسن علي (1331-1348)
- أبو عنان فارس (1348-1358)
- محمد الثاني كما سعيد (1359)
- أبو سليم علي الثاني (1359-1361)
- أبو عمر تاشفين (1361)
- أبو زيان محمد الثالث (1362-1366)
- أبو الفريز عبد العزيز الأول (1366–1372)
- محمد السعيد (1372-1374)
- أبو العباس أحمد (1374-1384)
- أبو زيان محمد الرابع (1384-1386)
- محمد الخامس (1386-1387)
- أبو العباس أحمد (1387-1393)
- عبد العزيز الثاني (1393-1398)
- عبد الله (1398-1399)
- أبو سعيد عثمان الثالث (1399-1420)
- عبد الحق الثاني (1420-1465)

## سلالة سليمان القرن الرابع عشر والخامس عشر

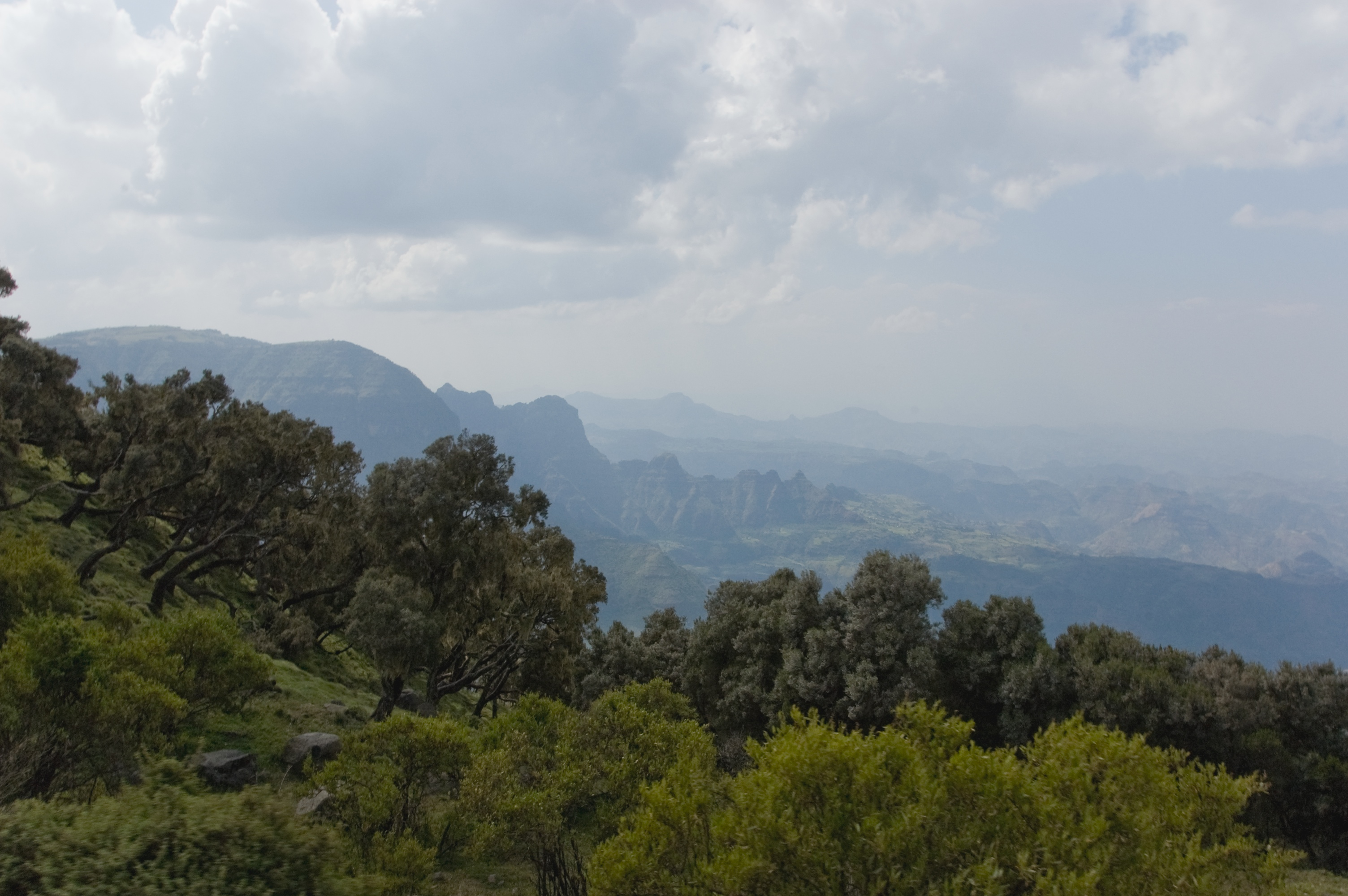
الجبال في المرتفعات الإثيوبية.

حكمت سلالة سليمان المسيحية في مرتفعات إثيوبيا وإريتريا المعاصرة. إلى الشرق والجنوب كانت مملكتا إفتا وعدال المسلمتان.
بحلول القرن الرابع عشر ، كان ملوك السلومون يحكمون لمدة ثلاثين عامًا ، بعد أن استولوا على سلالة زاغوي السابقة في عام 1270. ادعى الملوك السلومونيون ان تراثهم إلى يعود إلى اتحاد الملك التوراتي سليمان وملكة سبأ وإلى ملوك أكسوم . الأدبيات الأولية التي توثق هذا الخط الذي تم ترميمه حديثًا هي كبيرا ناغاست .  ربط هذا التراث التاج والكنيسة ، اللتين شهدتا نموًا خلال هذه الفترة.   كانت الإمبراطورية السلومونية البؤرة الاستيطانية المسيحية ، المجاورة للدول الإسلامية التي حاربت معها كثيرًا. لم يحتفظ الملوك سلومون في هذه الحقبة برأس مال ، بل نقلوا البلاط من مكان إلى آخر. تم تحديد الحكم الأساسي للحياة اليومية من قبل القادة المحليين.

### أباطرة سلالة سليمان في القرنين 14 و 15
- ود أراد (1299-1314)
- أمدا سيلون ( I (1314-1344
- نيوي كريستوس (1344-1372)
- نيوي مريم (1372-1382)
- داويت الأول (1382-1413)
- تيودرس (1413-1414 )
- يشاق الأول (1414-1429)
- أندرياس (1429-1430)
- تكلا مريم (1430-1433)
- ساري إياسوس (1433-1433)
- أمدا إياسوس (1433-1434)
- زارا يعقوب (1434-1468)
- بيده مريم 1 (1468-1478)
- إسكندر (1478-1494)
- أمدا سيلون الثاني (1494-1494)
- ناعود (1494-1508)

#### أمدا سيلون
كان أمدا سيون إمبراطورًا من عام 1314 إلى عام 1344 ، وبدأ عهده بتوتر بين الكنيسة والتاج بعد أن أغوى زوجة والده وأختين. أدى هذا الإجراء إلى قيام راهب ، هونوريس ، بتوبيخه علانية. ردا على التوبيخ ، عاقب أمدا ونفى العديد من الرهبان المحليين. طوال فترة حكمه ، شنت أمدا العديد من الحروب ضد جيرانها من مسلمين إثيوبيا ، و في المقام الأول مملكتي إيفات وعدال .  ضغطت غزواته على مصر لإرسال أبون جديد ، تم رفضه لسنوات عديدة للكنيسة الإثيوبية. جلبت غزواته أيضًا العديد من الأراضي الجديدة ، التي تمردت في مناسبات عديدة مختلفة. 

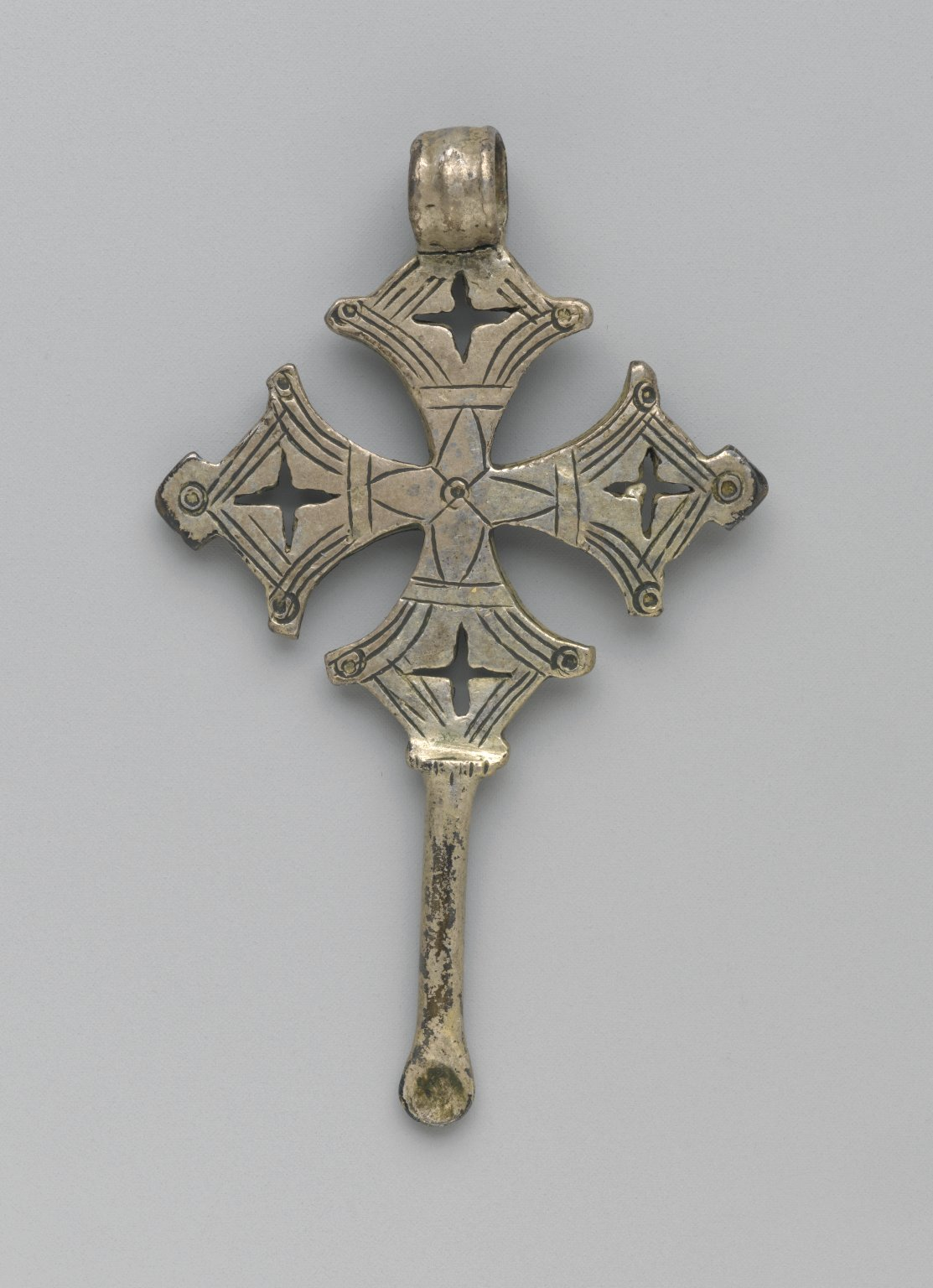
صليب إثيوبي نموذجي للكنيسة الأرثوذكسية الإثيوبية.

#### زارا يعقوب
زارا يعقوب ، الذي حكم من 1434 إلى 1468 ، كان مصلحًا للكنيسة ومنظمًا للحكومة ومحاربًا.  قبل صعوده إلى العرش ، تلقى تعليمه في دير إريتري. خلال فترة حكمه ، فعل الكثير لنشر الكنيسة في جميع أنحاء أراضيه ، بما في ذلك وضع قوانين حول المسألة الدينية ، مع عواقب صارمة.   تم تتويجه في أكسوم ، يذكرنا بملوك أكسوم وتراثه. كان زارا يعقوب ينوي توحيد مملكته مع المسيحية ، كخط الدفاع الرئيسي ضد جيرانه المسلمين والوثنيين. خلال فترة حكمه أرسل وفدا إلى أوروبا لإعادة توحيد الكنيسة الإثيوبية مع نظيرتها الرومانية ، وكذلك لتطوير العلاقات الدبلوماسية. خلال فترة حكمه ، تمت كتابة وترجمة عدد من النصوص الدينية ، بما في ذلك برهان. كما أعاد زارا يعقوب تنظيم الحكومة ، وإعادة تخصيص الأرض وتحديد الجزية. خلال هذا الوقت كان هناك استمرار القتال مع الممالك الإسلامية.

### المسيحية في إثيوبيا سليمان
استند حكم سليمان على تراث كتابي وعلى هذا النحو حافظ الملوك والبلاد على المسيحية كدين الدولة. كان فرع المسيحية الذي تم اتباعه خلال القرنين الرابع عشر والخامس عشر في المقام الأول المسيحية القبطية ، مع أبونا ، أو الأساقفة ، القادمين من مصر.   في القرن الرابع عشر كان هناك انفصال عن الكنيسة القبطية التقليدية في شكل سبتاريين ، الذين يعتقدون أنهم طهروا مسيحيتهم. سيعرف هؤلاء الناس لاحقًا باسم بيتا إسرائيل ، بعد إيمان مميز قبل التلمودي. 